# Internet Engineering Task Force
Internet Engineering Task Force, IETF – nieformalne, międzynarodowe stowarzyszenie osób zainteresowanych ustanawianiem standardów technicznych i organizacyjnych w Internecie oraz sieciami komputerowymi.

## Opis
IETF nie posiada żadnej formalnej władzy, jednak to właśnie prace prowadzone przez IETF mają decydujący wpływ na kształt przyszłości Internetu. IETF generuje specjalny rodzaj dokumentów zwanych Request For Comments (RFC), w których zawarte są definicje dużej części standardów i protokołów internetowych (jak np. protokołu IP, TCP, SMTP, IMAP etc.).
IETF ma charakter otwarty i może do niego przystąpić każda zainteresowana osoba.
Ponieważ IETF to organizacja zupełnie nieformalna, nie ma czegoś takiego jak członkostwo w IETF, ani też nie trzeba opłacać żadnych składek. Osoby zainteresowane uczestnictwem w pracach w IETF zapisują się do grupy mailowej którejś z grup roboczych IETF i po prostu mogą się w danej sprawie wypowiedzieć.
IETF organizuje 3 razy w roku spotkania plenarne, na które może przyjechać każda zainteresowana osoba i zabrać głos w dyskusji. Uczestnictwo w spotkaniach wiąże się tylko z opłaceniem kosztów uczestnictwa i rezerwacją miejsca w hotelu tak, jak to ma miejsce na konferencjach naukowych.
Ponieważ, oprócz organizowania spotkań plenarnych, z działalnością IETF nie wiążą się żadne bezpośrednie koszty, organizacja ta nie posiada osobowości prawnej, księgowości itp. Formalnie spotkania IETF są organizowane przez Internet Society, które posiada swoją strukturę, osobowość prawną i formalnie wybierane władze, ale nie
ma żadnego bezpośredniego wpływu na działania IETF.
Spotkania plenarne IETF przynoszą pewien minimalny dochód (który formalnie jest dochodem Internet Society), z którego jest opłacane funkcjonowanie kilkuosobowego sekretariatu IETF.
Zadaniem sekretariatu jest organizowanie spotkań, zarządzanie stroną www IETF i nadzorowanie działania serwera list mailingowych IETF. Pracownicy sekretariatu to jedyni etatowi pracownicy IETF. Pozostałe osoby pracujące na rzecz IETF robią to w 100% społecznie.
Pracownicy sekretariatu nie mogą pełnić żadnych decyzyjnych funkcji w IETF.

## Struktura
- Grupy robocze (ang. working groups) – IETF składa się grup roboczych, które posiadają luźną strukturę, tzn. nie ma w nich ani formalnego członkostwa, ani formalnych władz i jedyna przewaga jednych członków tych grup nad innymi opiera się na naturalnym autorytecie wynikającym z zaangażowania w pracę i fachowości. Jedyną „formalną” władzą w grupach roboczych jest ich chairman, który spełnia rolę moderatora grupy mailingowej związanej z daną grupą roboczą. Osoby, które często i fachowo wypowiadają się w danej grupie roboczej, uzyskują naturalny autorytet i z czasem stają się liderami tych grup. Osoby, które zakłócają pracę danej grupy, są zwykle po prostu ignorowane. W grupach roboczych wypracowuje się wspólne stanowisko w danej sprawie, które jest następnie przekazywane rodzajowi ciała decyzyjno-koordynującego IETF – IESG (Internet Engineering Steering Group). W jednej grupie może powstać kilka oddzielnych stanowisk w danej sprawie. Są one wtedy wszystkie przekazywane do IESG z zaznaczeniem, jaki procent aktywnych członków grupy popierał dane stanowisko. Aby powołać nową grupę roboczą, trzeba do tego przekonać odpowiedniego dyrektora tematu z IESG, znaleźć przyszłego moderatora grupy, który musi posiadać odpowiedni stopień fachowości i doświadczenia w pracy w innych grupach roboczych IETF i na koniec zorganizować spotkanie o nazwie BoF (Birds Of a Feather), na którym trzeba przekonać IESG o celowości stworzenia nowej grupy roboczej i udowodnić, że zagadnieniem jest zainteresowana wystarczająca liczba osób.

- Internet Engineering Steering Group (IESG) to również nieformalna, ale wybierana przez członków grup roboczych według specjalnego klucza, grupa ekspertów, których zadaniem jest koordynować prace grup roboczych, sprawdzać poprawność techniczną RFC produkowanych przez grupy robocze, podejmować ostateczne decyzje w przypadku sporów, jeśli takie zdarzą się w grupach roboczych oraz sprawdzać, czy całość prac prowadzonych we wszystkich grupach roboczych jest kompatybilna, tzn. czy standardy wypracowane w różnych grupach nie kłócą się ze sobą. IESG składa się z kilkunastu Area Directors (dyrektorów tematów), którzy są często traktowani jak „guru” przez zwykłych członków grup roboczych, w praktyce jednak są raczej koordynatorami niż szefami poszczególnych grup i zabierają głos w grupach dopiero w momencie, gdy sprawy przybierają zły obrót lub ktoś ich poprosi o rozstrzygnięcie jakiegoś problemu. Dyrektorzy tematów stale się między sobą komunikują w celu koordynacji pracy poszczególnych grup roboczych. Jedyną ich realną władzą jest oficjalne „zatwierdzanie” produkowanych przez grupy RFC. Odbywa się to przez głosowanie wszystkich dyrektorów, przy czym wystarczą tylko 2 głosy przeciw, aby dane RFC odrzucić.

- Internet Architecture Board (IAB), to skrzyżowanie czegoś w rodzaju komisji rewizyjnej i ciała doradczego IETF. Członkowie IAB są wybierani tak samo jak członkowie IESG. Ich zadaniem jest obserwacja pracy IETF jako całości oraz zgłaszanie grupom roboczym i IESG swoich ewentualnych wątpliwości. Do zadań IAB należy też nadzorowanie przebiegu wyborów do IESG.

- Internet Assigned Numbers Authority (IANA) to ciało wyłonione z IETF, którego zadaniem jest uzgadnianie zgodności standardów „wymyślanych” w IETF z Internet Corporation for Assigned Names and Numbers (ICANN), które jest amerykańską rządową agencją odpowiedzialną za ogólny nadzór nad przyznawaniem i rejestracją domen internetowych. IANA została pierwotnie powołana w celu uruchomienia i pilnowania mechanizmu DNS, czyli mechanizmu przyznawania adresów domen internetowych i nadzorowania serwerów DNS. Obecnie IANA pośredniczy też między IETF i ICANN w dokonywaniu technicznych zmian starych protokołów, takich jak np.: dodawanie nowych typów MIME do protokołu SMTP. IANA nie ma jednak bezpośredniego wpływu na prace IETF i formalnie nie jest jego częścią.

- RFC Editor to osoba wyłoniona z grupy roboczej, odpowiedzialna za nadanie ostatecznego kształtu projektu RFC, zanim ten trafi do IESG i IAB, następnie za pośredniczenie między grupą i IESG jeśli IESG wnosi jakieś uwagi do projektu, i wreszcie za ostateczne napisanie „oficjalnego” RFC.

## Inne organizacje
Inne organizacje zajmujące się standardami sieciowymi to między innymi:
- World Wide Web Consortium (W3C)
- Międzynarodowa Organizacja Normalizacyjna (ISO)
- Międzynarodowy Związek Telekomunikacyjny (ITU)
- American National Standards Institute (ANSI)
- Ecma International (ECMA)